# Хот-дог

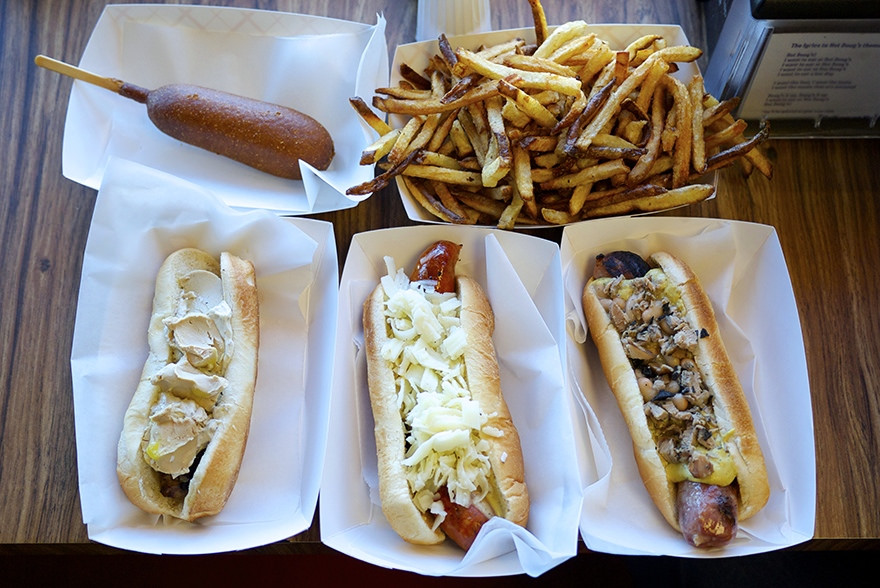
Хот-доги з різноманітною начинкою та картоплею фрі

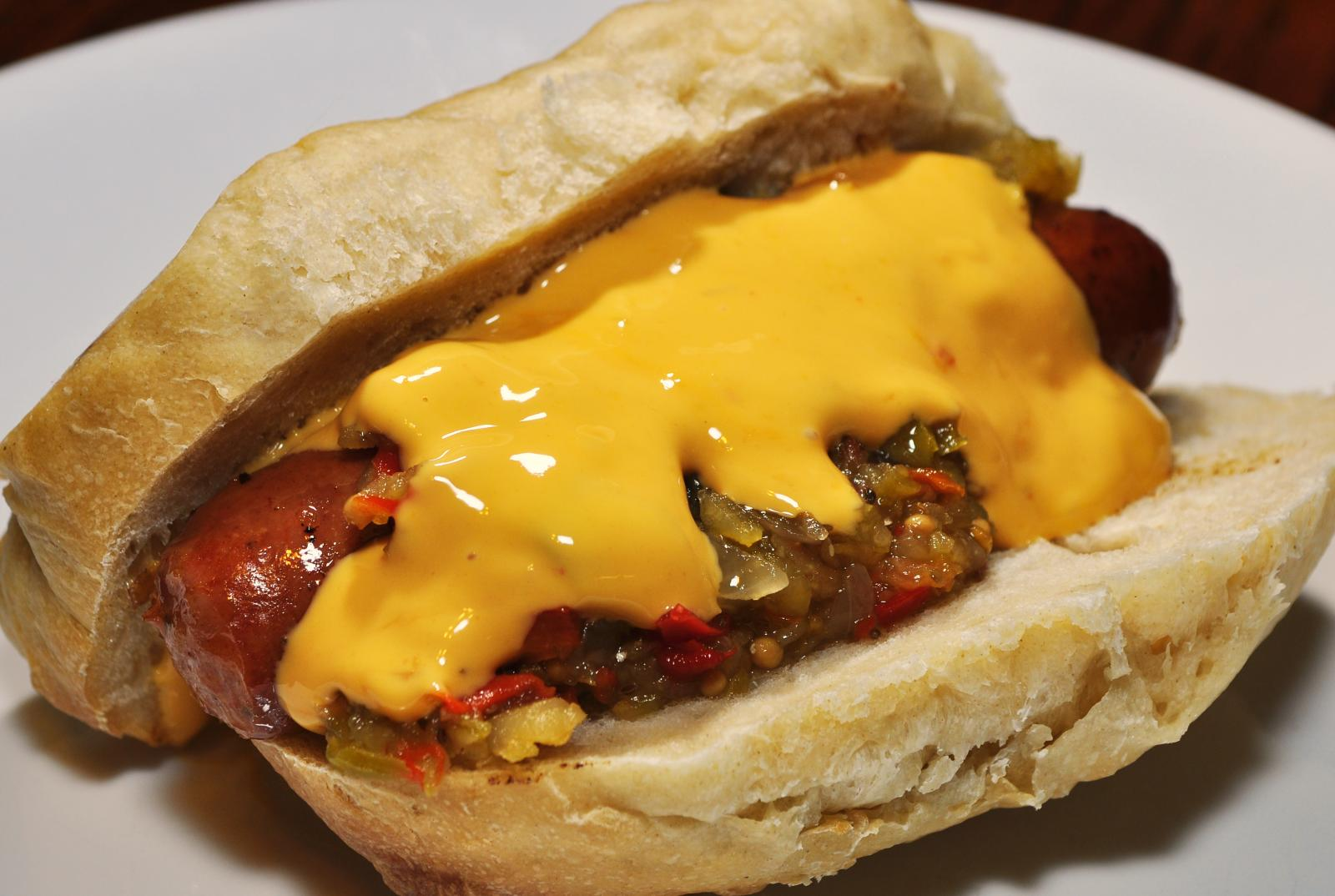
Хот-дог виготовлений із скибок хліба та сосиски у домашніх умовах

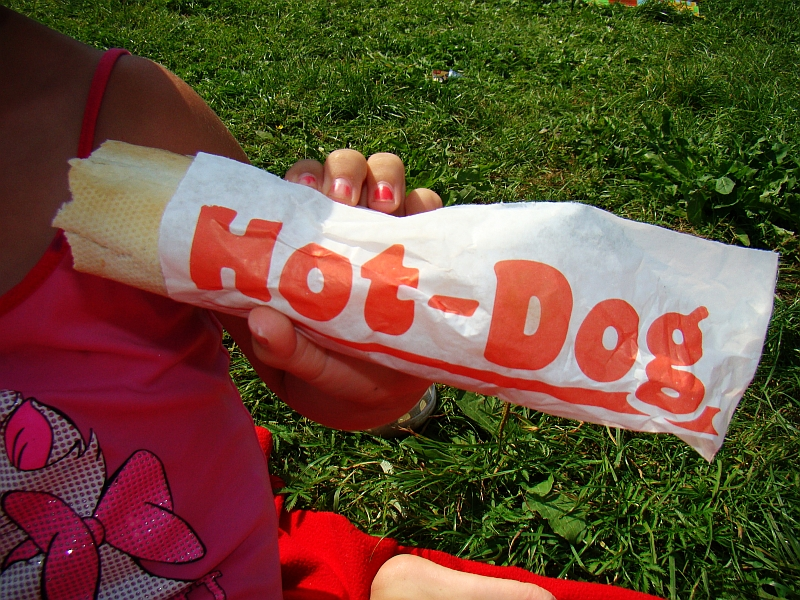
Брендована упаковка для страви

Хот-дог або хотдог, гот-доґ[джерело?] (англ. hot dog, дос. «гарячий собака») — бутерброд із сосискою або ковбаскою. Зазвичай містить гірчицю та кетчуп, рідше майонез чи подібні приправи. Також часто може містити в собі смажені чи свіжі овочі, зелень, сир та бекон.

## Історія
Коріння американського хот-дога у Німеччині. Доведено, що перший хот-дог було виготовлено у 1487 році (За п'ять років до відкриття Колумбом Америки). На початку XIX сторіччя німецькі мігранти завезли технологію виготовлення сосисок до США. Достеменно походження назви «хот-дог» невідоме. За однією з версій у рекламі перших хот-догів у США використовувався силует собаки породи такса, що і вплинуло на назву продукту.

### Версії
Є принаймні п'ять версій походження назви «хот-дог»:
1. Слово «хот-дог» пішло від одного американського редактора газети, який у своїй карикатурі показав собаку між двома шматками булки.
2. Коли його витягали з печі або іншого місця, де готували, в пальці було гаряче і говорили: «Hot Dog» (гаряче, собака!) — щось в ролі лайки.
3. Один франкфуртський м'ясник виготовляв ковбаски під назвою «ковбаска Dachshund» — де dachshund у перекладі з німецької означає «такса». Німецький емігрант привіз у США рецепт цієї ковбаски. У 1871 році почав продавати свою ковбаску обгорнуту шматками хліба. Йому вдалося продати за рік понад 3684 «ковбаски dachshund». Страва швидко набирала популярність. У 1901 році ілюстратор Дарган помітив, що один продавець сосисок замість звичайних шматків хліба почав використовувати розрізану булку та класти між них ковбаску. Дарган вирішив зробити ілюстрацію цієї страви, проте не був впевнений у правильності написання слова «Dachshund» та назвав продукт більш зрозумілою англійською — «хот-дог».
4. Охрестили хот-догами цю їжу тому, що багато торговців подорожували разом зі своїми таксами, які були схожі на маленькі, товсті сардельки, а лотки з хот-догами прозвали собаковозами.[5]
5. Гарячі франкфуртери були перейменовані у «гарячих собак» на тлі антинімецької істерії в США під час Першої світової війни.[6][7] Франкфуртер — це інша назва віденської сосиски, а також мешканців німецького міста Франкфурт.

## Цікаві відомості
- 18 липня американці відзначають неофіційне свято — День хот-дога. У 1957 році цей день був офіційно призначений для святкування Торговою палатою США [джерело?].
- Середньостатистичний американець споживає приблизно 60 хот-догів на рік[джерело?].

## Шкода здоров'ю
Хот-дог ділить з гамбургерами друге місце у рейтингу шкідливих продуктів, за версією газети «Споживач.інфо» .